# Редондо, Долорес
Долорес Редондо Мейра (исп. Dolores Redondo Meira; род. 1 февраля 1969, Сан-Себастьян, Страна Басков) — испанская писательница, автор романов в жанре нуар, автор «Baztán Trilogy». В 2016 году стала лауреатом литературной премии Планета.

## Биография
Долорес Редондо поступила на юридический факультет Университет Деусто, но не закончила его. Изучала гастрономию в Сан-Себастьяне, работала в нескольких ресторанах и имела свой собственный, прежде чем профессионально посвятить себя литературе. С 2006 года живёт в комарке Рибера-Наварра в городе Чинтруэниго.
В начале своей литературной карьеры Редондо написала ряд коротких рассказов и детских сказок. В 2009 года она опубликовала свой первый роман «Привилегии ангела» (Los privilegios del ángel), а в январе 2013 года — «Невидимый страж» (El guardián invisible), первый том из Trilogía del Baztán. В ноябре того же года вышла вторая часть под названием Legado en los huesos, а в ноябре 2014 г. — Ofrenda a la tormenta. Трилогия разошлась тиражом более 700 тыс. экземпляров и была переведена более чем на 15 языков. Немецкий продюсер Петер Надерманн, принимавший участие в создании серии фильмов «Миллениум» по книгам Стига Ларссона, приобрёл права на экранизацию практически сразу после публикации первого романа. Премьера первого фильма состоялась в 2017 году.
В 2016 году стала лауреатом литературной премии Планета за рукопись романа Todo esto te daré, который был представлен на конкурс под псевдонимом Джим Хокинс под условным названием Sol de Tebas. В 2023 году стала лауреатом премии Premio Príncipe de Viana de la Cultura. Ребека Эснаола отметила, что присуждение премии Редондо является признанием "её неоспоримого авторитета в новейшей испанской литературе, а также её личного и профессионального участия и связей с Наваррой, с нашим регионом, с его пейзажами, людьми и обычаями, которые являются ещё одним персонажем её произведений".

## Произведения
- Los privilegios del ángel (2009)
- Trilogía del Baztán (2015):
  - El guardián invisible (2012)
  - Legado en los huesos (2013)
  - Ofrenda a la tormenta (2014)
- Откровение в Галисии / Todo esto te daré (2016)
- Северная сторона сердца[9] / La cara norte del corazón (2019)
- Esperando al diluvio (2022)